# Ciganka (Hals)
Ciganka, znana tudi kot Mlada ženska (La Bohémienne) (in včasih napačno imenovana Malle Babbe) je slika olje na les nizozemskega slikarja zlate dobe Fransa Halsa, naslikana leta 1628–1630, zdaj pa v muzeju Louvre v Parizu. To je tronie, študija obrazne mimike in nenavadnega kostuma, ne pa naročen portret.
Prikaz dekolteja v Halsovem času in kraju ni bil običajna značilnost kostumov, ki so jih videli v javnosti. Iz tega razloga so različni umetnostni zgodovinarji domnevali, da je bila slika prostitutke namerna. Nobenega razloga ni za domnevo, da je bil model romski, odločitev iz 19. stoletja.

## Slika
To sliko je katalogiziral Hofstede de Groot leta 1910, ki je zapisal »119. CIGANKA. B. 41; M. 263 – Poldolžina; v naravni velikosti. Smejoča se ciganka, vidna skoraj v celoti, gleda navzdol proti desno. Njeni rjavi lasje padajo na njena ramena. Nosi rdečo majico, ki razkriva njene rumene tone.«
Hofstede de Groot je opazil, da je obleka subjekta na tej sliki podobna drugima dvema Halsovima slikama, in ju je vključil na obe strani te (kataloške številke 118 in 120). Ta slika je bila prvič dokumentirana na pariški razprodaji leta 1782 in po tem jo vključuje vsak katalog Fransa Halsa. V katalogu razstave za razstavo leta 1962 vnos te slike na št. 23 navaja, da je v močni svetlobi mogoče videti, da so bile nekoč na obeh straneh njenih prsi naslikane diagonalne poteze, kar kaže, da je Hals prvi naredil njen dekolte manj drzen. Ker je Hals običajno slikal svoja žanrska dela mokro na mokro v enem zamahu, je takšen dokaz odkritja med delom morda dokaz Halsove zadržanosti do portreta razuzdane ženske, čeprav je bil v njegovem času to običajna tema.

## Pesem
Ciganka je bila leta 1962 posojena za razstavo Fransa Halsa v Muzeju Fransa Halsa, kjer je navdihnila haarlemskega pevca in tekstopisca Lennaerta Nijgha, da je o njej napisal pesem, ki jo je poimenoval Malle Babbe, pomotoma poimenovan po drugi sliki na isti razstavi. Pesem slavi dekličino poželjivo, živahno spolnost. Nesramna pesem je leta 1975 postala nizozemska uspešnica Roba de Nijsa in je še vedno priljubljena v različicah različnih izvajalcev. Danes se slika zaradi tega včasih imenuje tudi Malle Babbe.
Dekleta, ki jih je slikal Hals in nosijo podobne majice:
- HdG cat. nr. 118: Singing Girl by Hals, z zapeto srajco pod zeleno tuniko
- HdG cat. nr. 120: Portret dekleta, obrnjenega na desno, z nežno prozorno srajco, oblečeno čez temnejše spodnje oblačilo.